# 戈伊苏埃塔
戈伊苏埃塔（西班牙語：Goizueta）是西班牙纳瓦拉的一个市镇。总面积90平方公里，总人口886人（2001年），人口密度10人/平方公里。